# Wilhelm Ritter von Borscht

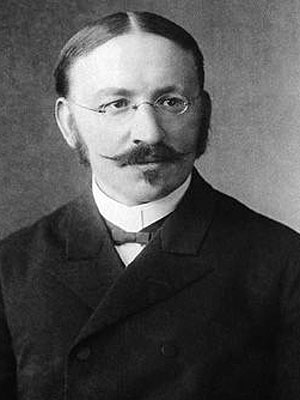
Wilhelm von Borscht um 1885

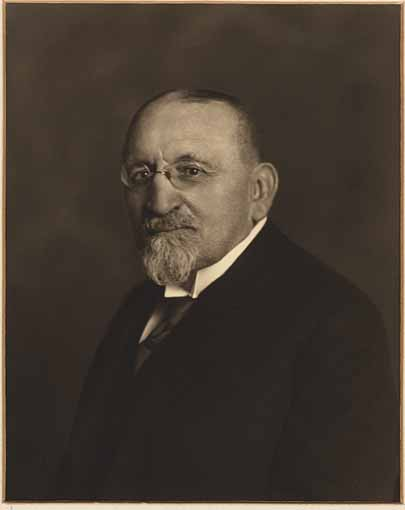
Wilhelm von Borscht ca. 1915

Wilhelm von Borscht als Bürgermeister

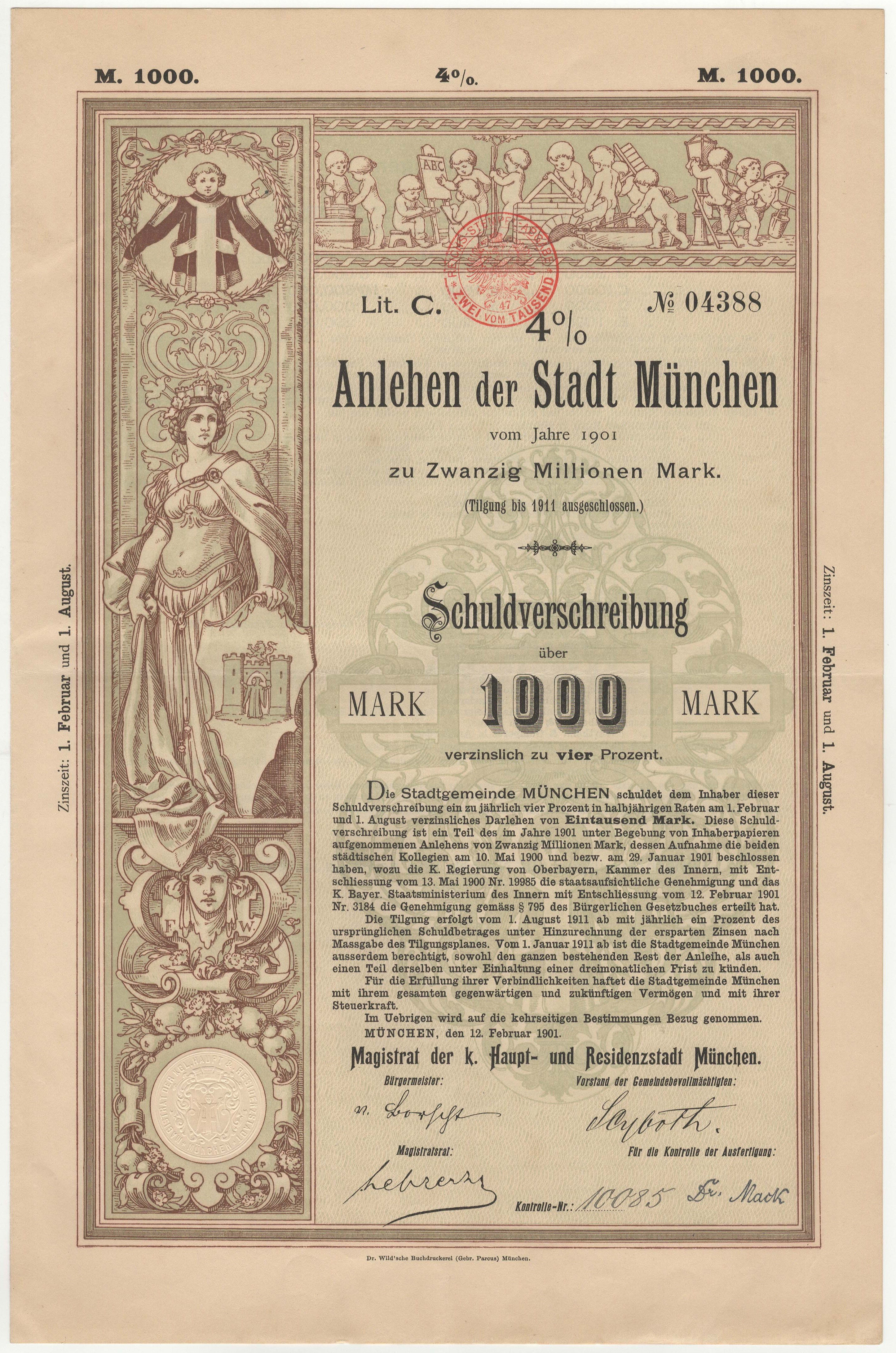
Anlehen der Stadt München vom 12. Februar 1901, unterschrieben von Bürgermeister von Borscht.

Wilhelm Georg Borscht, seit 1911 Ritter von Borscht (* 3. April 1857 in Speyer; † 30. Juli 1943 in München) war ein bayerischer Zentrumspolitiker und langjähriger Bürgermeister von München, seit 1907 Oberbürgermeister.

## Leben
Er wurde als Sohn des Gymnasialprofessors Joseph Borscht im pfälzischen Speyer geboren, studierte Jura in Würzburg und war seitdem Mitglied der katholischen Studentenverbindung KStV Walhalla Würzburg im KV. Er legte 1881 die Beamtenprüfung ab und trat dann in den bayerischen Staatsdienst ein und wurde 1882 Bezirksamtsassessor in Kitzingen. 1887 war er Sekretär der Nationalen Kunstgewerbe-Ausstellung.
Ab 9. Februar 1888 bis 1893 bekleidete Borscht das Amt des Zweiten Bürgermeisters von München, am 1. Mai 1893 avancierte er zum Ersten Münchener Bürgermeister. In diesem Amt verblieb er bis zum 15. Juni 1919. Hierzu vermerkt Lothar Gall in seiner Publikation „Stadt und Bürgertum im 19. Jahrhundert“: „In München wählten 1893 die mehrheitlich liberalen Gemeindebevollmächtigten den bisherigen Zweiten Bürgermeister, den zentrumsnahen Katholiken Wilhelm Borscht, aufgrund seiner sachlichen Kompetenz und seines persönlichen Ansehens zum Ersten Bürgermeister“.
In Borschts Amtszeit fielen unter anderem die Gründung der Großmarkthalle München und die Einführung der elektrischen Beleuchtung in der Hauptstadt. Zusammen mit Oskar von Miller bemühte er sich um den Aufbau des Deutschen Museums, ebenso machte er sich um die Einrichtung des Tierparks Hellabrunn verdient.
Zur Behebung der schlimmen Wohnungsnot und zur Verbesserung der Hygienestandards engagierte er sich aktiv bei der Gründung von Wohnungsbaugenossenschaften und war der erste Aufsichtsratsvorsitzende des „Verein für Verbesserung der Wohnverhältnisse“ in München (Heute: Gemeinnütziger Wohnungsverein München 1899 e. V.). Er ließ auch vermehrt Wohnungen, Krankenhäuser und Schulen bauen; Gaswerk und Straßenbahnen kamen in städtische Regie.
Als der Pfälzer Franziskus von Bettinger 1909 Erzbischof von München und Freising wurde, machte der Scherz die Runde, die höchsten Autoritäten in der Stadt stammten nunmehr alle aus der Pfalz: Oberbürgermeister Dr. Wilhelm von Borscht aus Speyer, der Erzbischof aus Landstuhl und der Prinzregent aus Zweibrücken, als Abkömmling des wittelsbachischen Familienzweiges Pfalz-Zweibrücken.
Borscht wurde infolge der Verleihung des Großkomtur des Verdienstordens der Bayerischen Krone 1911 durch Prinzregent Luitpold als Ritter von Borscht in den persönlichen Adelsstand erhoben. 1913 hatte Borscht außerdem den Verdienstorden vom Heiligen Michael I. Klasse sowie die Goldene Bürgermedaille der Landeshauptstadt München erhalten.
Während des Ersten Weltkriegs sorgte Borscht dafür, dass die vom Krieg betroffenen Familien von Wohlfahrtsausschüssen unterstützt wurden. Zur Pensionierung erhielt er 1919 die Ehrenbürgerwürde, nach seinem Tode ein Ehrengrab der Stadt München auf dem dortigen Waldfriedhof.
Borscht war verheiratet mit der jüdisch-stämmigen Eugenie Prager, der Schwester des Münchner Unternehmers und Kunstmäzens Ludwig Prager (1866–1936).
Franz Borscht, der Bruder des Bürgermeisters, ein Freund des Speyerer „Indianermissionars“ Jakob Rebmann sowie des Theologen Otto Pfülf, wirkte als Jesuitenpater in Liverpool.

## Auszeichnungen
- 00.00.1892 Italien: Orden der Krone von Italien, Ritterkreuz
- 00.05.1893 Vatikan: Gregoriusorden, Kommandeurkreuz
- 00.03.1896 Bayern: Verdienstorden der Bayerischen Krone, Ritterkreuz
- 02.10.1900 Belgien: Leopoldsorden, Kommandeurkreuz
- 31.08.1903 Sachsen: Albrechts-Orden, Komturkreuz 2. Klasse
- 10.04.1903 Vatikan: Piusorden, Kommandeurkreuz
- 18.12.1903 Russland: Russischer Orden der Heiligen Anna II. Klasse
- 00.00.1905 Bayern: Verdienstorden der Bayerischen Krone, Komturkreuz
- 00.00.1905 Spanien: Orden de Isabel la Católica, Kommandeurkreuz I. Klasse
- 00.01.1906 Bayern: Prinzregent-Luitpold-Medaille in Silber
- 03.08.1906 Lippe-Detmold: Lippischer Hausorden, Ehrenkreuz 2. Klasse
- 12.11.1906 Preußen: Roter Adlerorden 2. Klasse
- 12.12.1906 China: Orden vom Doppelten Drachen II. Klasse 3. Stufe
- 28.11.1907 Sachsen-Coburg-Gotha: Sachsen-Ernestinischen Hausorden, Komturkreuz 1. Klasse
- 18.05.1908 Bayern: Verdienstorden vom Heiligen Michael II. Klasse mit Stern
- 29.07.1908 Baden: Orden vom Zähringer Löwen, Kommandeurkreuz 1. Klasse
- 00.03.1909 Braunschweig: Orden Heinrichs des Löwen, Kommandeurkreuz 1. Klasse
- 15.06.1910 Italien: Erdbebenmedaille vom 28. Dezember 1908
- 07.01.1911 Mecklenburg-Schwerin: Greifenorden, Großkomturkreuz
- 24.01.1911 Frankreich: Orden der Ehrenlegion, Kommandeurkreuz
- 26.09.1913 Bayern: Verdienstorden vom Heiligen Michael I. Klasse
- 15.12.1913 Preußen: Kronen-Orden I. Klasse
- 00.00.1913 Bayern: Goldene Bürgermedaille der Landeshauptstadt München
- 23.03.1914 Württemberg: Friedrichs-Orden, Großkreuz
- 11.04.1914 Österreich: Franz-Joseph-Orden, Großkreuz
- 04.06.1914 Hessen-Darmstadt: Verdienstorden Philipps des Großmütigen, Großkreuz
- 00.09.1915 Preußen: Eisernes Kreuz am weißen Bande 2. Klasse
- 07.01.1916 Bayern: König Ludwig-Kreuz
- 16.06.1917 Bulgarien: St. Alexander-Orden 1. Klasse
- 27.07.1917 Österreich: Orden der Eisernen Krone 1. Klasse
- 00.03.1918 Hohenzollern: Fürstlich Hohenzollernscher Hausorden 1. Klasse
- 06.11.1918 Bayern: Luitpoldkreuz